# Калиновка (Ленінський міський округ)
Кали́новка (рос. Калиновка) — присілок у складі Ленінського міського округу Московської області, Росія.

## Населення
Населення — 537 осіб (2010; 414 у 2002).
Національний склад (станом на 2002 рік):
- росіяни — 90 %